# Grilček
Grilček (znanstveno ime Serinus serinus) je majhna ptica pevka iz družine ščinkavcev, ki živi v Sredozemlju in v Evropi severno do Baltika.
Je majhen ptič; skupaj s kratkim repom meri 11 do 12 cm v dolžino in je najmanjši evropski predstavnik ščinkavcev. Ima razmeroma veliko glavo in droben kljun sive barve. Po hrbtu, bokih in trebuhu je močno progast. Bleda nadočesna proga je podaljšana navzdol in naprej, tako da obkroža progasto lice s svetlo pego v sredini. Trtica je živorumena pri samcih in zelenkasto rumena pri samicah, prav tako ima samica manj živo rumeno obarvanost ostalega telesa, vendar je razlika pogosto vidna šele ob neposredni primerjavi. Vsi predeli telesa, ki so pri odraslih rumeni, so pri mladičih beli.
Grilček gnezdi na robu gozdov in v manjših sestojih dreves, najraje tam, kjer so prisotni iglavci (cipresa, klek, bela jelka ipd.). Je zelo aktivna žival in ga je enostavno opazovati ko se spreletava naokoli. Gnezdo splete na drevesu ali v grmu, vanj samica izleže 3 do 5 jajc. Izven gnezditvenega obdobja se osebki združujejo v jate, včasih mešane z drugimi ščinkavci. Prehranjuje se večinoma s semeni, med gnezditvijo pa tudi z žuželkami.